# Episodi di Red Shoe Diaries (terza stagione)
La terza stagione della serie televisiva Red Shoe Diaries è stata trasmessa in anteprima negli Stati Uniti d'America da Showtime nel corso del 1994.
| nº | Titolo originale                 | Titolo italiano | Prima TV USA | Prima TV Italia |
| -- | -------------------------------- | --------------- | ------------ | --------------- |
| 1  | You Make Me Want to Wear Dresses |                 | 1994         |                 |
| 2  | The Game                         |                 | 1994         |                 |
| 3  | The Cake                         |                 | 1994         |                 |
| 4  | Like Father, Like Son            |                 | 1994         |                 |
| 5  | Borders of Salt                  |                 | 1994         |                 |
| 6  | Written Word                     |                 | 1994         |                 |
| 7  | Girl on a Bike                   |                 | 1994         |                 |
| 8  | Emily's Dance                    |                 | 1994         |                 |
| 9  | Four on the Floor                |                 | 1994         |                 |
| 10 | The Psychiatrist                 |                 | 1994         |                 |
| 11 | Luscious Lola                    |                 | 1994         |                 |
| 12 | Mercy                            |                 | 1994         |                 |
| 13 | The Last Motel                   |                 | 1994         |                 |